# دولت سوم تیگران سارگسیان
دولت سوم تیگران سارگسیان (انگلیسی: Third Tigran Sargsyan government) هیئت حاکمه ارمنستان از ۲۰۱۳ تا ۲۰۱۴ می‌باشد. در آوریل ۲۰۱۴ تیگران سارگسیان توسط رئیس‌جمهور سرژ سارگسیان به عنوان نخست‌وزیر تعیین شد. این دولت یک دولت ائتلافی بود توسط حزب جمهوری‌خواه ارمنستان، حزب ارمنستان شکوفا، حزب کشور قانونمند و فدراسیون انقلابی ارمنی شکل گرفت. کابینه شامل هشت وزارتخانه و هشت سازمان وابسته بود.

## ساختار

### وزارتخانه‌ها
| پست وزارت                            | نام                                                               | نگاره | حزب | حزب                | از تاریخ       | تا تاریخ |
| ------------------------------------ | ----------------------------------------------------------------- | ----- | --- | ------------------ | -------------- | -------- |
| نخست‌وزیر                             | تیگران سارگسیان                                                   |       |     | جمهوری‌خواه         | ۹ آوریل ۲۰۰۸   |          |
| وزیر آموزش و پرورش                   | اسپارتاک سیرانیانآرمن آشوتیان                                     |       |     | جمهوری‌خواه         | ۱۳ مه ۲۰۰۹     |          |
| وزیر اقتصاد                          | نرسس یریتسیانتیگران داوتیانواهرام آوانسیان                        |       |     | جمهوری‌خواه         | دسامبر ۲۰۱۰    |          |
| وزیر امور خارجه                      | ادوارد نالباندیان                                                 |       |     | مستقل              | ۱۵ آوریل ۲۰۰۸  |          |
| وزیر انرژی و منابع طبیعی             | آرمن موسیسیان                                                     |       |     | جمهوری‌خواه         | ۸ ژوئن ۲۰۰۷    |          |
| وزیر بهداشت                          | هاروتیون کوشکیاندرنیک دومانیان                                    |       |     | حزب ارمنستان شکوفا | ۱ ژوئن ۲۰۰۷    |          |
| وزیر ترابری و ارتباطات               | گورگن سارگسیانمانوک وارطانیانگاگیک بگلاریان                       |       |     | حزب کشور قانونمند  | ۲۱ آوریل ۲۰۰۸  |          |
| وزیر توسعه شهری                      | وارطان وارطانیان                                                  |       |     | حزب ارمنستان شکوفا | ۱ آوریل ۲۰۰۸   |          |
| وزیر دادگستری                        | گوورگ دانیلیانهرایر توماسیان                                      |       |     | جمهوری‌خواه         | ۲۰ ژوئن ۲۰۰۷   |          |
| وزیر دارایی                          | واچه گابریلیان                                                    |       |     | جمهوری‌خواه         | دسامبر ۲۰۱۰    |          |
| وزیر دفاع                            | سیران اوهانیان                                                    |       |     | مستقل              | ۱۴ آوریل ۲۰۰۸  |          |
| وزیر دیاسپورا                        | هرانوش هاکوبیان                                                   |       |     | جمهوری‌خواه         | ۱ اکتبر ۲۰۰۸   |          |
| وزیر فرهنگ                           | هاسمیک بوغوسیان                                                   |       |     | مستقل              | ۱ ژوئن ۲۰۰۷    |          |
| وزیر کار و تأمین اجتماعی             | مخیتار مناتساکانیانگئورگ پتروسیانمخیتار مناتساکانیانآرتم آساتریان |       |     | حزب ارمنستان شکوفا | ۲۳ نوامبر ۲۰۰۹ |          |
| وزیر کشاورزی                         | آرامائیس گریگوریانگراسیم آلاوردیانسرگئو کاراپتیان                 |       |     | حزب کشور قانونمند  | ۳۱ دسامبر ۲۰۱۰ |          |
| وزیر محیط زیست                       | آرام هاروتیونیان                                                  |       |     | جمهوری‌خواه         | ۱ ژوئن ۲۰۰۷    |          |
| وزیر مدیریت منطقه‌ای                  | آرمن گئورگیان                                                     |       |     | مستقل              | ۲۱ آوریل ۲۰۰۸  |          |
| وزیر ورزش و امور جوانان              | هراچیا روستومیان                                                  |       |     | مستقل              | ۱۶ ژوئن ۲۰۱۲   |          |
| وزارت وضعیت‌های اضطراری ارمنستان      | مهر شاهگلدیانآرمن یریتسیان                                        |       |     | حزب کشور قانونمند  | ۱ آوریل ۲۰۰۸   |          |
| Chief of the staff of the Government | داویت سارگسیان                                                    |       |     | جمهوری‌خواه         | ۲۲ آوریل ۲۰۰۸  |          |